# James Albert Michener
James Albert Michener (/ˈmɪtʃnər/; 3 tháng 2 năm 1907 – 16 tháng 10 năm 1997) là một tiểu thuyết gia, nhà văn và nhà từ thiện. Ông là tác giả của hơn 40 cuốn sách, phần lớn trong số đó là khúc ca gia đình về cuộc sống đa thế hệ trong miền địa phương, địa lý cụ thể và kết hợp sự kiện lịch sử vào câu chuyện. Michener được biết đến là người tỉ mỉ trong công việc.
Các tiểu thuyết viễn tưởng nổi tiếng của Michener bao gồm Tales of the South Pacific, tác phẩm đã giúp ông giành giải thưởng Pulitzer năm 1948, Hawaii, The Drifters, Centennial, The Source, The Fires of Spring, Chesapeake, Caribbean, Caravans, Alaska, Texas, và Poland. Tác phẩm hư cấu của ông bao gồm Iberia, kể về chuyến đi của bản thân ông ở Tây Ban Nha và Bồ Đào Nha; hồi ký của ông mang tên The World Is My Home và Sports in America. Return to Paradise là tác phẩm kết hợp truyện ngắn hư cấu với thực tế của khu vực Nam Thái Bình Dương, là phần tiếp theo của Tales of the South Pacific.

## Tiểu sử
Michener viết rằng ông không biết ai là cha mẹ đẻ của mình hay chính xác khi nào và nơi nào mình sinh ra. Ông nói mình có một người mẹ nuôi tên là Mabel Michener ở Doylestown, Quận Bucks, Pennsylvania.
Sau khi tốt nghiệp Trường Trung học phổ thông Doylestown, ông học tại Trường Đại học Swarthmore, Swarthmore, nơi ông tham gia chơi bóng rổ và là thành viên của tổ chức xã hội Phi Delta Theta. Ông tốt nghiệp vào năm 1929 và đã đi du lịch, nghiên cứu ở châu Âu trong hai năm.
Michener sau đó nhận công việc giáo viên tiếng Anh tại The Hill School ở Pottstown, Pennsylvania. Từ năm 1933 đến 1936, ông dạy tiếng Anh ở George School, Newtown, Pennsylvania, sau đó theo học tại Đại học Bắc Colorado (khi đó là Trường đại học Sư phạm Bang Colorado) ở Greeley, Colorado, nơi ông giành được bằng thạc sĩ. Sau khi tốt nghiệp, ông dạy ở đó trong nhiều năm. Thư viện tại Đại học Bắc Colorado được đặt tên theo ông.
Năm 1935, Michener kết hôn với Patti Koon và chuyển đến giảng dạy tại Đại học Harvard từ năm 1939–1940, nhưng lại tham gia vào việc biên tập mảng giáo dục khoa học xã hội của nhà xuất bản Macmillan.
Michener được gọi đi nghĩa vụ Hải quân Hoa Kỳ trong chiến tranh thế giới thứ hai. Ông đã đi khắp khu vực Nam Thái Bình Dương khi tham gia các nhiệm vụ khác nhau vì chỉ huy của ông lầm tưởng cha ông là Đô đốc Marc Mitscher.